# Товарная валюта
Това́рная валю́та — валюта стран, экспорт которых ориентирован в основном на один вид товара, преимущественно сырья.
Часто под товарной валютой понимается валюта развивающихся стран. По данным исследования Международного валютного фонда доля сырьевых товаров в экспорте таких стран существенно превышает 50 % (например, в некоторых странах к югу от Сахары она составляет: Бурунди — 97 %, Мадагаскар — 90 %, Замбия — 88 %). 
Однако, в некоторых развитых странах доля сырья в экспорте также значительна: Австралия — 54 %, Исландия — 56 %.
На валютном рынке к товарной валюте относят валюты таких стран как 
Канада (канадский доллар), 
Австралия (австралийский доллар), 
Новая Зеландия (новозеландский доллар); 
Бразилия (бразильский реал), 
Норвегия (норвежская крона), 
Чили (чилийский песо), 
Россия (российский рубль).